# Stinkstrauch

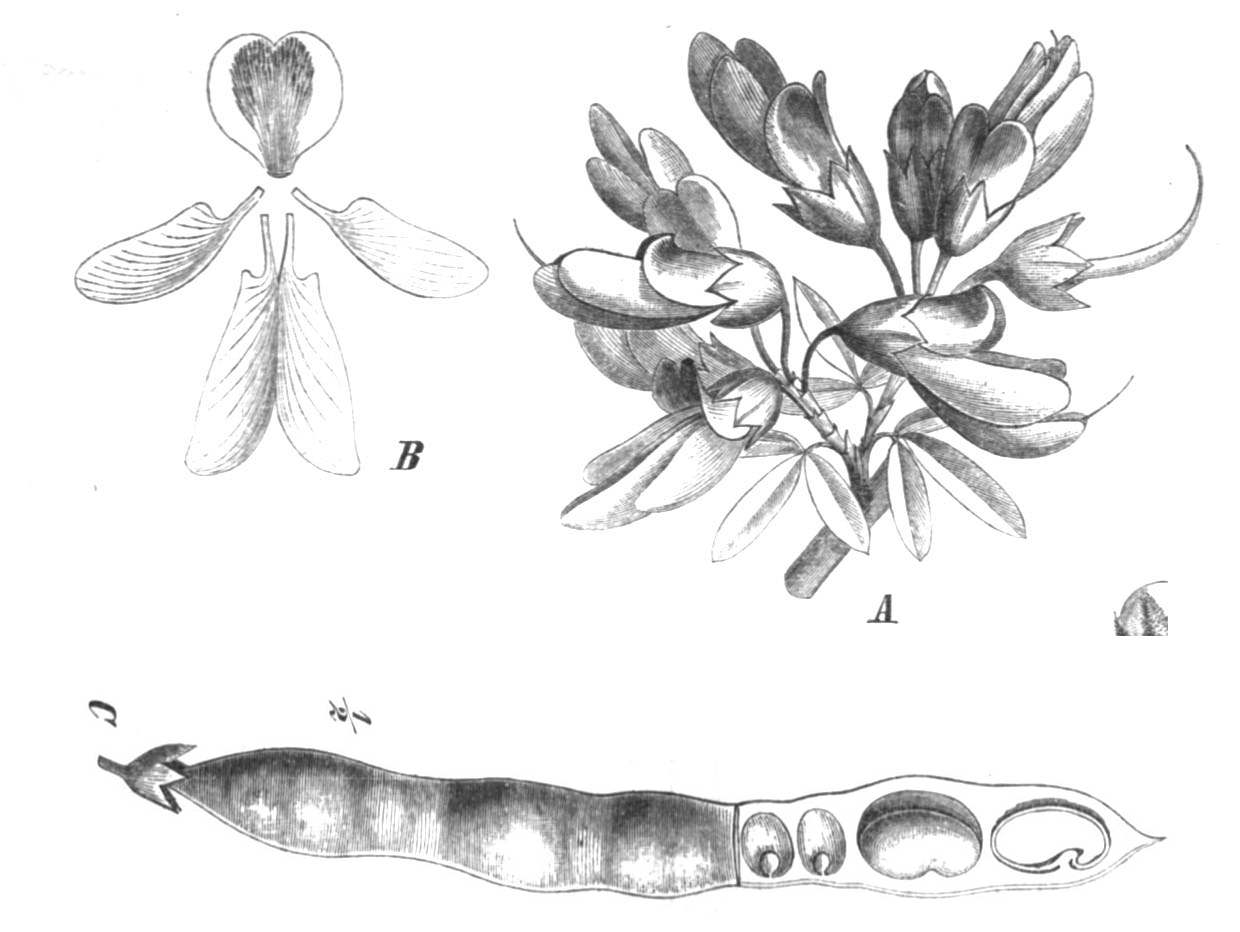
Illustration

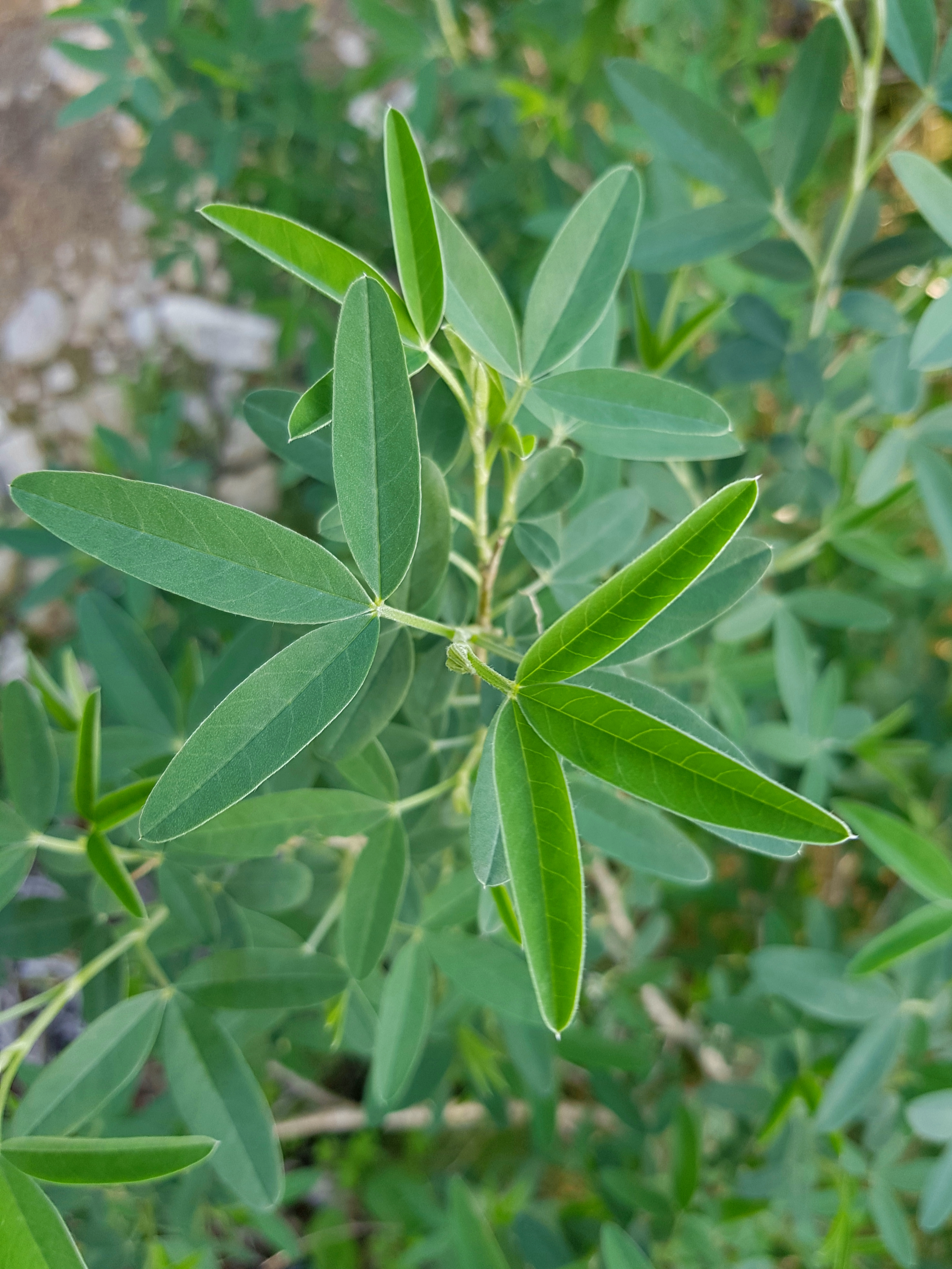
Blätter

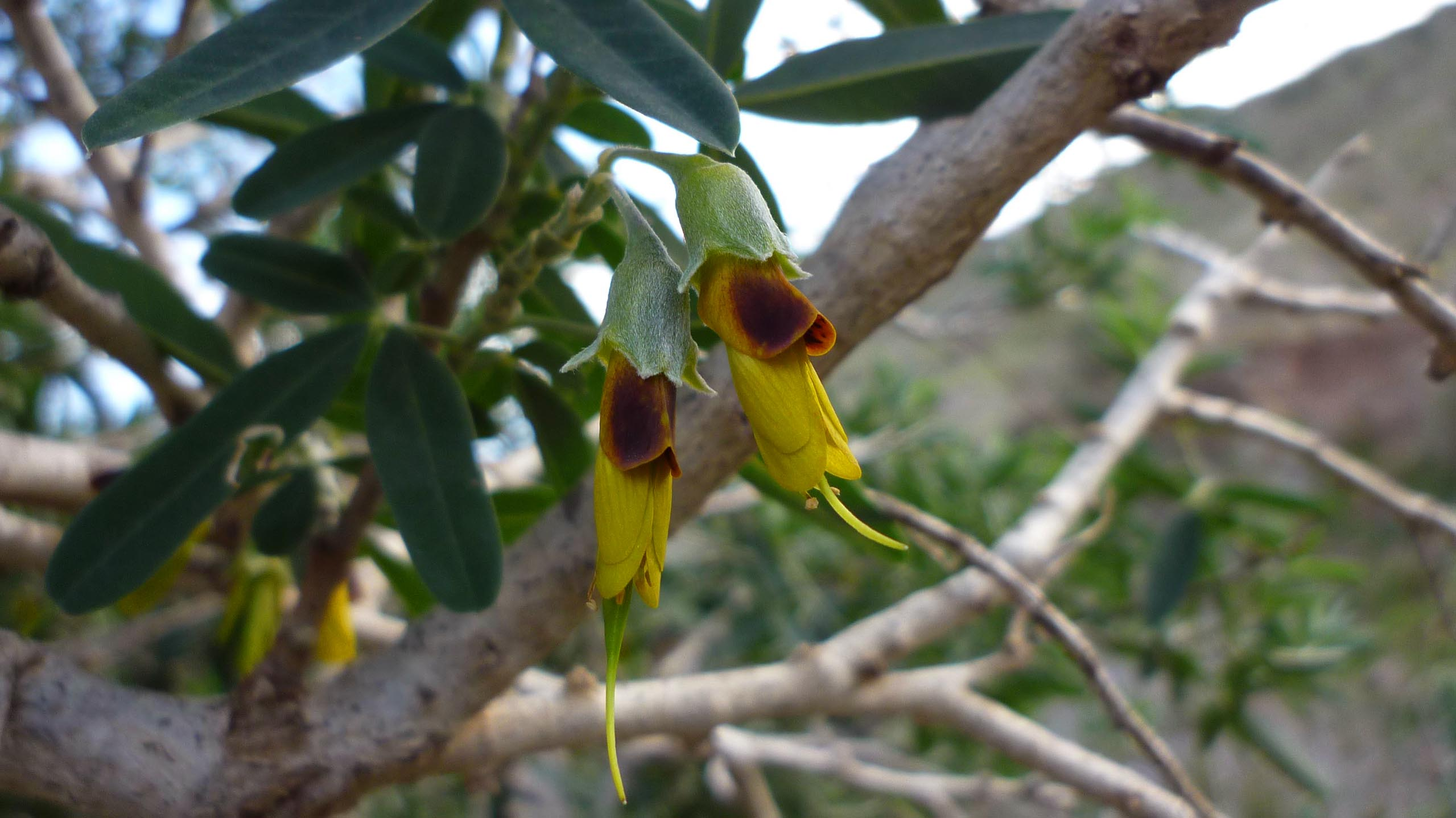
Blüten

Der Stinkstrauch, auch Stinkholz oder Stinkbaum (Anagyris foetida), ist eine Pflanzenart aus der Gattung Anagyris in der Unterfamilie der Schmetterlingsblütler (Faboideae) innerhalb der Familie der Hülsenfrüchtler (Fabaceae). Sie ist im Mittelmeerraum verbreitet.

## Beschreibung

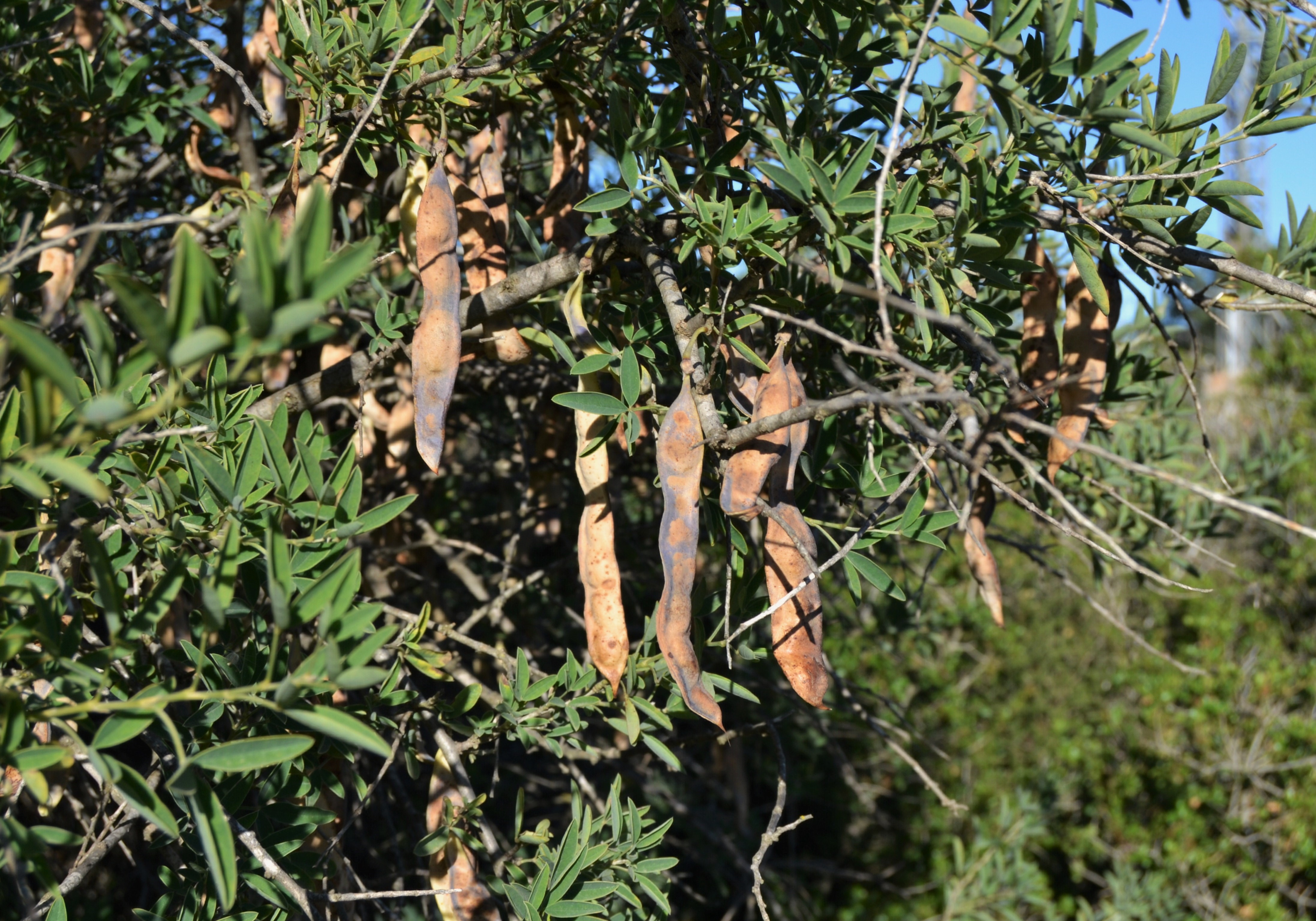
Fruchtstand

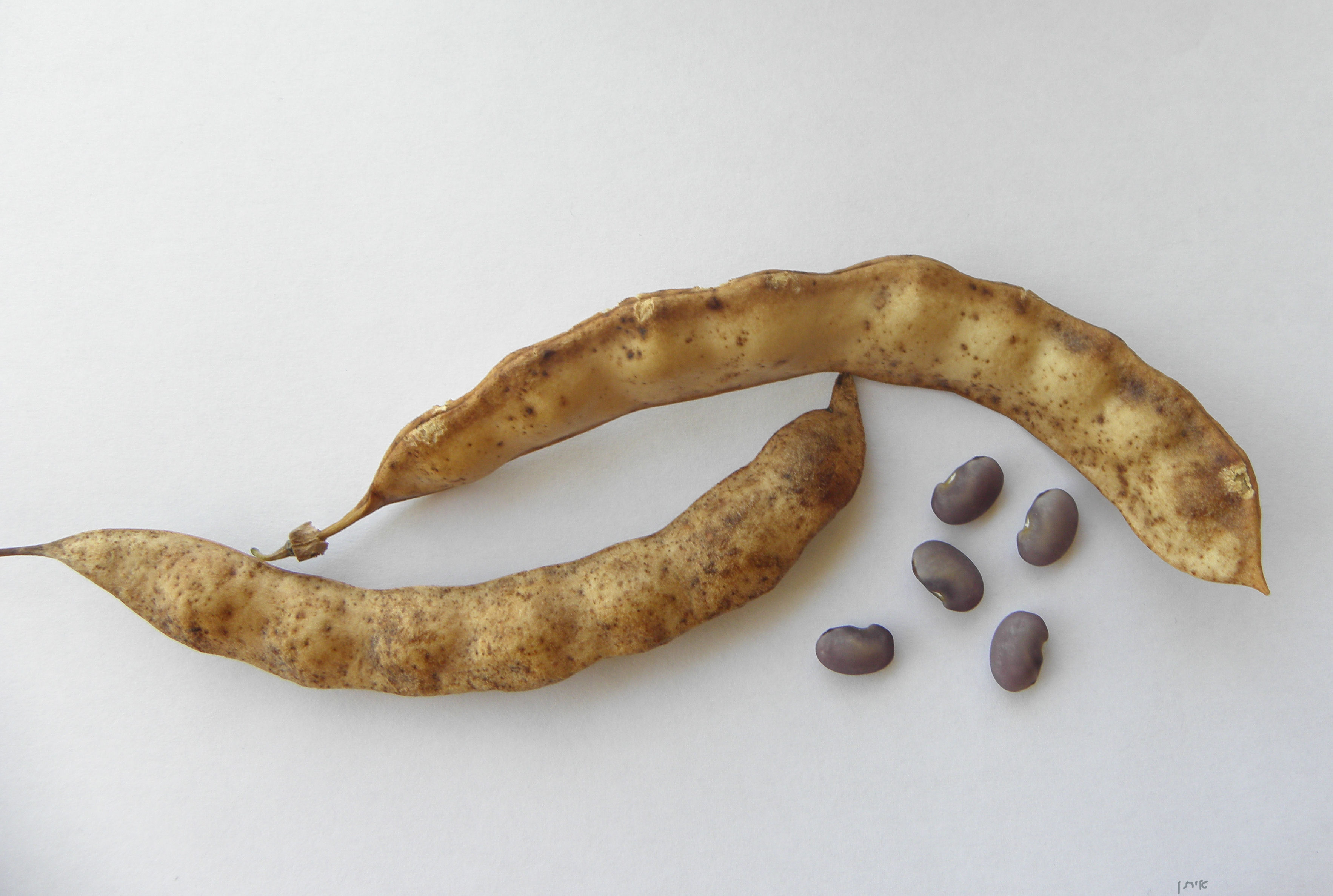
Hülsenfrucht und Samen

### Vegetative Merkmale
Der Stinkstrauch wächst als laubabwerfender, wintergrüner und trockenheitstoleranter, reich verzweigter Strauch oder selten als kleiner Baum, der Wuchshöhen von 1 bis 4 Metern erreicht. Er ist dornenlos. Pflanzenteile, besonders die Laubblätter, sind übelriechend. Er ist im Sommer blattlos und blüht im Herbst und Winter. Die Borke ist gräulich und im Alter rissig bis furchig.
Die wechselständig an den Zweigen angeordneten Laubblätter sind in Blattstiel und -spreite gegliedert. Der behaarte und bis 2 Zentimeter lange Blattstiel ist oberseits rinnig. Die Laubblätter des Stinkstrauchs (Anagyris foetida) erinnern an jene des Goldregens (Laburnum anagyroides). Die Blattspreite ist dreizählig unpaarig gefiedert. Die fast sitzenden bis kurz gestielten, ganzrandigen, 3–7 Zentimeter langen Blättchen sind schmal-eiförmig bis -lanzettlich bis elliptisch oder schmal verkehrt-eiförmig, -eilanzettlich, spitz bis stumpf, manchmal eingebuchtet, mit stachelspitzigem oberem Ende, bewimpert und unterseits seidig behaart. Sie sind öfters leicht eingefaltet. Die zwei kleinen Nebenblätter sind verwachsen.

### Generative Merkmale
Die Blütezeit reicht von Dezember bis Mai. In seitenständigen oder kaulifloren (stammblütigen), relativ kurzen, traubigen Blütenständen befinden sich bis zu 12 hängende Blüten. Die seidig behaarten Blütenstiele sind bis 1 Zentimeter lang.
Die duftlosen, zwittrigen Blüten sind zygomorph und fünfzählig mit doppelter Blütenhülle. Die fünf Kelchblätter sind zu einem 8 bis 10 Millimeter langen, glockenförmigen und seidig behaarten, gräulich-weißen, gezähnten Kelch verwachsen. Die gelbe Blütenkrone ist 18 bis 25 Millimeter lang und besitzt die typische Form einer Schmetterlingsblüte. In der Blütenkrone beträgt der Winkel zwischen Fahne und Flügeln sowie Schiffchen nur 15° bis 30°. Die dunkel gefleckte und eingefaltete Fahne ist 12 bis 16 Millimeter lang und 20 bis 18 Millimeter breit, das obere Ende ist stumpf. Die Fahne ist nur etwa halb so lang wie das Schiffchen. Die Flügel sind 18 bis 22 Millimeter lang und nur 5,5 bis 8 Millimeter breit. Die 10 ungleichen Staubblätter, mit verschiedenen Antheren, sind frei. Der gestielte und längliche Fruchtknoten ist leicht seidig behaart. Die minimale Narbe ist pinselförmig. Es ist ein Diskus im Kelch vorhanden.
Die gegliederte, geschnäbelte und mit einem kurzen Karpophor gestielte Hülsenfrucht mit beständigem Kelch ist 6 bis 20 Zentimeter lang sowie 1,5 bis 3 Zentimeter breit, kahl, flach und an beiden Enden spitz. Die Frucht öffnet sich oder auch nicht und enthält bis 8 Samen. Die bohnen- und leicht nierenförmigen, bis 1–1,5 Zentimeter großen und abgeflachten, harten, glatten Samen sind violett und teils gelblich gefleckt.
Die Chromosomenzahl beträgt 2n = 18.

## Vorkommen
Anagyris foetida ist im Mittelmeerraum verbreitet. Es gibt Fundortangaben für Marokko, Tunesien, das nördliche Algerien, nördliche Libyen, Saudi-Arabien, Jemen, Zypern, den westlichen-zentralen Iran, den nördlichen Irak, Israel, das westliche Jordanien, Libanon, das westliche Syrien, die Türkei, Albanien, Griechenland, Kreta, Kroatien, Italien, Sardinien, Frankreich, Korsika, Sizilien, Spanien und Portugal. Im südlichen Australien ist sie ein Neophyt.
Der Stinkstrauch wächst an Felshängen, in Macchien, an Straßenrändern meist in Meeresnähe. Er kommt auch öfter aus Kultur verwildert vor.

## Taxonomie
Die Erstveröffentlichung von Anagyris foetida erfolgte 1753 durch Carl von Linné in Species Plantarum, Tomus I, S. 374.

## Inhaltsstoffe
Aus Blättern des Stinkstrauches wurden Anagyrin, Baptifolin, Isorhamnetin und Syringin-4-O-β-D-glucopyranosid extrahiert. Von den ersten drei wurde ihre Zytotoxizität nachgewiesen. Außerdem wurden Scopoletin und das Cumarin-Derivat 5-Hydroxy-7-methoxycumarin isoliert. Daneben sind viele weitere Inhaltsstoffe, wie Cytisin, enthalten.

## Nutzung
Stinkholz, das Holz des Stinkstrauchs, wurde früher wegen seiner Giftigkeit zur Herstellung von Lanzen und Pfeilspitzen verwendet. Pflanzenteile des Stinkstrauchs wurden auch als Heilmittel genutzt. Die Samen und die Blätter dienen als Brech- oder Abführmittel, dies ist schon bei Plinius und Dioskurides erwähnt.